# Lošov
Lošov (německy Loschau) je bývalá obec, městská čtvrť a katastrální území statutárního města Olomouce. Rozkládá se asi devět kilometrů východně od centra Olomouce, přímo je spojen s Velkou Bystřicí a olomouckou městskou částí Svatý Kopeček. Na jeho katastrálním území se kromě Hvězdárny Josefa Sienela nachází také Fort Radíkov.

## Historie

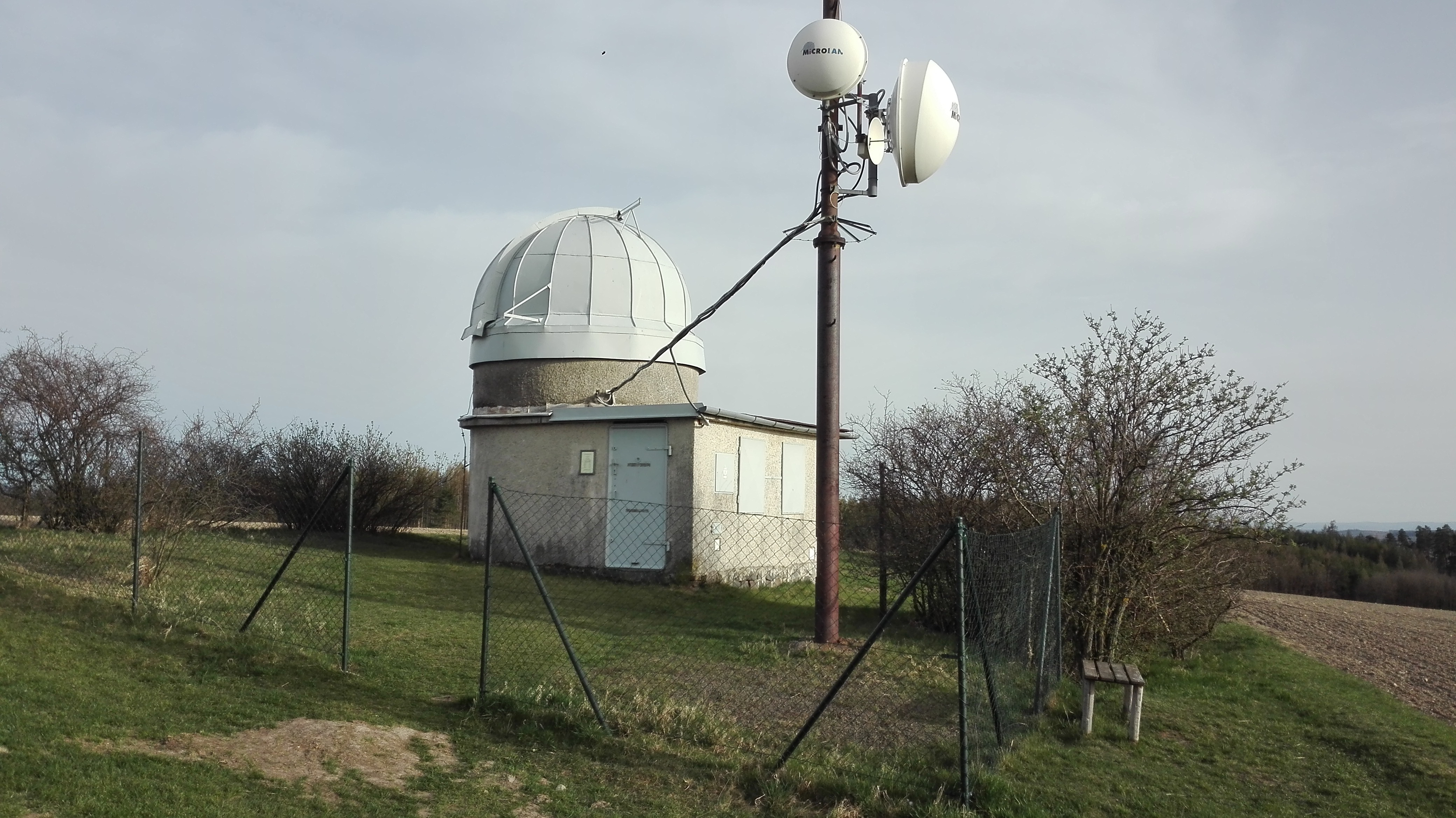
Hvězdárna Josefa Sienela

První písemná zmínka o vsi pochází z roku 1385 (Lacznaw), původně možná patřila pánům na Bystřici, ale až k roku 1465 je doloženo, že šlo o majetek kláštera Hradisko. Dříve se ve zdejší lokalitě Zlatý důl těžilo zlato a zřejmě i další vzácné kovy, neboť v polovině 18. století se objevily neúspěšné snahy o obnovení těžby stříbra. Obyvatelé měli povinnost roboty v okolních rozsáhlých lesích a ke klášternímu statku v Droždíně, v Lošově se nacházel i lom na břidlici nebo mlýn na obilí. Lesy roku 1879 koupili Lichtenštejnové, vlastní Lošov se však již v roce 1850 stal samostatnou politickou a katastrální obcí.
Lošov byl vždy obcí českou, položenou u národnostní hranice, severně a východně od něj se totiž již nacházelo souvislé německé osídlení (část katastru obce byla v roce 1938 po Mnichovské dohodě zabrána německými vojsky). Farností, poštou, četnickou stanicí spadal pod Svatý Kopeček. Stejně tak školou, a to až do roku 1881, kdy si místní zřídili školu vlastní. Jen menšina obyvatel se věnovala zemědělství, většina docházela za prací do Mariánského Údolí, kde byly železárny akciové společnosti Moravia, nebo až do Olomouce do továrny Kosmos. Silnice na Svatý Kopeček byla postavena v roce 1924 a do Velké Bystřice až roku 1946. Po válce zde byla také na Lošovském potoku vybudována přehradní nádrž a v roce 1957 malá hvězdárna, v roce 2007 pojmenována po svém zakladateli a místním učiteli Josefu Sienelovi. Součástí Olomouce se Lošov jako poslední připojená obec stal k 1. srpnu 1980. V roce 1893 byl v Lošově založen také sbor dobrovolných hasičů, který měl v roce 2023 61 členů.
| Rok      | 1869 | 1880 | 1890 | 1900 | 1910 | 1921 | 1930 |
| -------- | ---- | ---- | ---- | ---- | ---- | ---- | ---- |
| Obyvatel | 437  | 436  | 432  | 496  | 533  | 468  | 494  |
| Domů     | 61   | 63   | 69   | 72   | 72   | 72   | 88   |
| Rok      | 1950 | 1961 | 1970 | 1980 | 1991 | 2001 | 2011 |
| Obyvatel | 480  | 518  | 509  | 552  | 570  | 572  | 676  |
| Domů     | 114  | 116  | 124  | 138  | 163  | 171  | 193  |

1. ↑  Z toho 479 osob národnosti československé, 13 německé a 2 ostatních.'"`UNIQ--ref-00000009-QINU`"'

## Pamětihodnosti
- Fort Radíkov